# ريتشية قبارية
ريتشية قبارية (الاسم العلمي:Ritchiea capparoides) هي نوع من النباتات تتبع جنس الريتشية من الفصيلة القبارية.